# Четыре маленькие молитвы Святого Франциска Ассизского
«Четыре маленькие молитвы Святого Франциска Ассизского» (во французском оригинале Quatre Petites Prières de Saint François d’Assise) — цикл для мужского хора a capella французского композитора Франсиса Пуленка на тексты молитв самого Святого Франциска. Сочинение 1948 года, FP 142.

## История создания
«Четыре маленькие молитвы Святого Франциска Ассизского» Франсис Пуленк сочинил летом 1948 года в принадлежавшем ему поместье XVI века «Grand Coteau» вблизи городка Нуазей. Причиной сочинения сам композитор называл просьбу своего близкого родственника Жерома Пуленка, монаха францисканского монастыря «Champfleury», расположенного вблизи небольшого города Пуасси. Сочинение предназначалось не для концертной эстрады, а для семинарии при монастырской обители (где и состоялось первое исполнение сочинения). Это ограничивало хоровое исполнение исключительно мужскими голосами. Сами учащиеся семинарии выбрали целый ряд текстов, принадлежавших Святому Франциску для композитора, но он отобрал из них только четыре, которые и положил на музыку. Впоследствии композитор настаивал, что сочинение было навеяно воспоминаниями о посещении церкви Святого Франциска в Ассизи.

## Состав сочинения
В сочинении четыре части (они являются переводом сочинений, приписываемых Франциску Ассизскому):
- Salut, Dame Sainte, reine très sainte, mère de Dieu.
- Tout puissant, très saint, très haut et souverain Dieu.
- Seigneur, je vous en prie.
- O mes très chers frères.

## Особенности произведения
Франсис Пуленк был глубоко верующим католиком. Он особо почитал имя Святого Франциска, хотя утверждал, что облик итальянского Святого его увлекает, восхищает его и одновременно внушает тревогу. Первая молитва обращена к Деве Марии, вторая и третья — к Господу, а четвёртая является обращением Святого Франциска к монахам его ордена.
Музыковеды отмечают чрезвычайную сложность произведения для исполнения. Произведение написано для четырёхголосного хора (тенора, I и II баритоны и басы), но преобладает одноголосное проведение мелодии, в четвёртой части присутствует соло тенора. Сам Франсис Пуленк высоко оценивал исполнение произведения хором семинаристов на премьере, отмечая, что самым важным является не техническое совершенство исполнения, а духовная просветлённость музыкантов:
```

```

«Атмосфера ясности и уверенности, которая присутствует в вашем ансамбле, тронули меня в тысячу раз больше, чем работа с профессиональными музыкантами, способными двадцать раз  посматривать на часы во время концерта»